# 라타크 열도

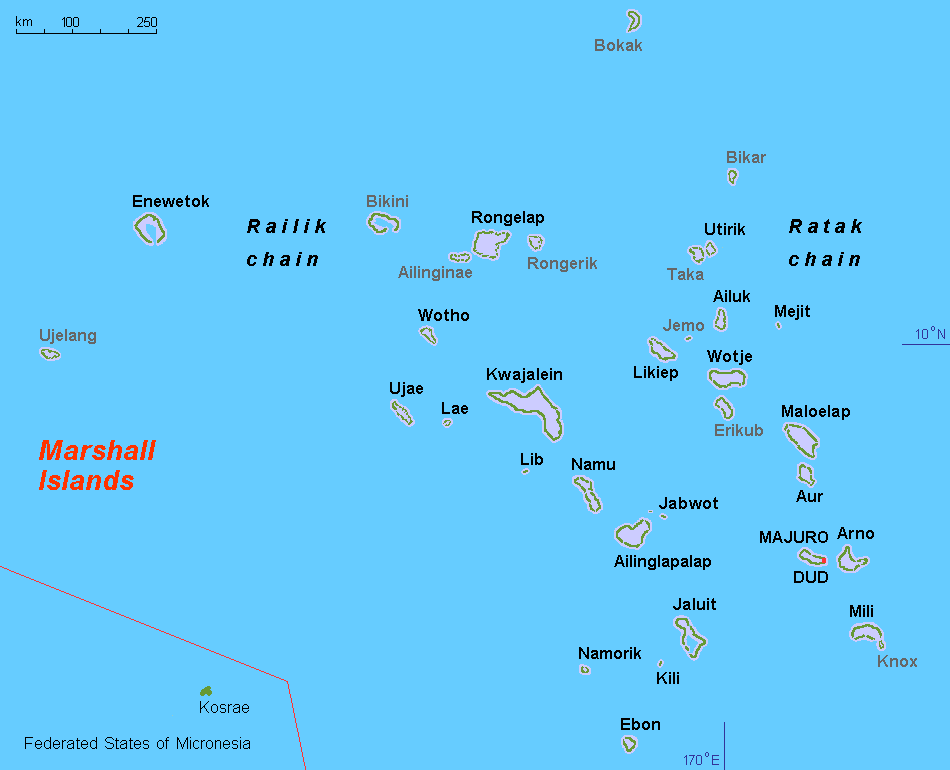
라타크 열도 지도

라타크 열도(Ratak Chain)는 마셜 제도를 구성하는 열도이다. "라타크"는 현지어로 "일출(日出, 해돋이)"을 뜻한다. 인구는 30,925명(1999년 기준)이다.
다음은 라타크 열도에 속하는 섬과 환초(산호섬)이다.
- 보카크 환초
- 비카르 환초
- 우티리크 환초
- 타카 환초
- 메지트섬
- 아일루크 환초
- 제모섬
- 리키에프 환초
- 웟제 환초
- 에리쿠브 환초
- 말로엘라프 환초
- 아우르 환초
- 마주로 환초
- 아르노 환초
- 밀리 환초
- 녹스 환초